# Кинич-Пополь-Холь
Кинич-Пополь-Холь (майя: K’INICH[?] «Сияющий») — второй правитель Шукуупского царства со столицей в Копане, сын первого правителя Кинич-Яш-Кук-Мо.

## Имя
«Пополь-Холь» является современным прозвищем правителя и с языка майя означает «матовая голова». Такое прозвище он получил из-за плетённых узоров на закрученном головном уборе на глифе его имени. 

## Биография

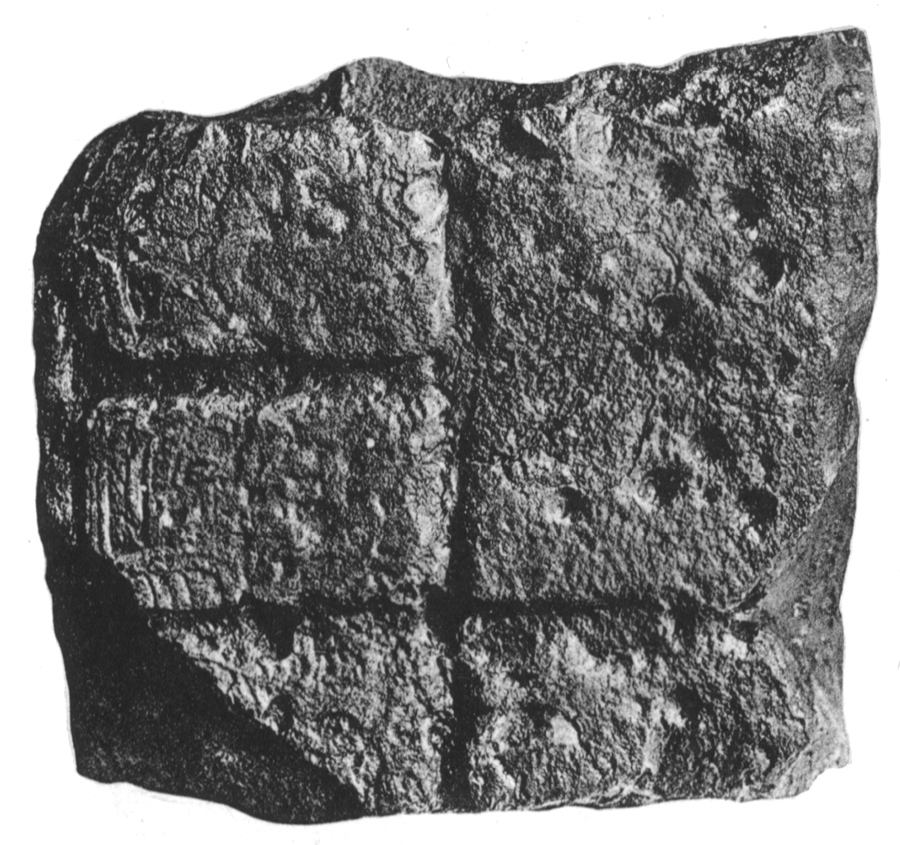
Стела 18

После смерти Кинич-Яш-Кук-Мо в 435-437 году трон перешёл к его сыну Кинич-Пополь-Холю. После начала своего правления он приступил к развитию столицы, а также инициировал культ почитания Кинич-Яш-Кук-Мо, просуществовавший почти четыре столетия. Сооружение «Яш», созданное его отцом, он заменил на более сложное, украшенное лепниной сооружение «Мотмот». Перед сооружением на полу площади располагался замковый камень, закрывавший могилу, в которой находилось вычлененное женское тело с коллекциями ртути, кварца, нефрита, многочисленными костями животных и птиц и тремя головами мужчин. На замковом камне были вырезаны противоположные портреты Кинич-Яш-Кук-Мо и Кинич-Пополь-Холя, разделённые текстом. В тексте упоминаются две даты: отметка 9.0.0.0.0 435 года и 441 год (последняя вероятно дата создания камня).  
Кинич-Пополь-Холь построил первую версию стадиона для игры в мяч в Копане, украшенную изображениями мифического алого ары. При его правлении были воздвигнуты стелы 18, 28 и 63. После того как он похоронил своего отца в склепе в Хунале, он разрушил надстройку и создал новое сооружение под названием «Йенал». В отличие от стиля Хуналя (талуд-таблеро), Йенал был выполнен в майяском стиле. Основание было украшено большими красными масками бога солнца Кинич-Тахаль-Вайибам. Йенал был спроектирован со встроенной погребальной камерой и входной лестницей. Сам Йенал был покрыт сооружением «Маргарита». На лепном фасаде Маргариты изображены переплетённые кетцаль и ара, которые произносят слова k’uk’ и mo’, а эмблемы yax на их головах и крошечные солнечные боги на их клювах завершают имя Кинич-Яш-Кук-Мо. Ниже на замковом камне, Кинич-Яш-Кук-Мо (слева) и Кинич-Пополь-Холь (справа) смотрят друг на друга через блок текста. 
В гробницы Маргариты были обнаружены останки пожилой женщины. Её останки лежали на каменном столе, плечи были украшены нефритами, на браслетах были тысячи нефритовых бусин, сами останки были покрыты гематитом и киноварью, придав им красный цвет, из-за этого ей дали прозвище «Леди в красном». Химический анализ её костей указывает на то, что она была местным жителем, что, вероятно, является признаком того, что пришельцы (к которым относился Кинич-Яш-Кук-Мо) для закрепления контроля над новыми землями вступили в брак с местной элитой. Вероятно, она было вдовой Кинич-Яш-Кук-Мо и матерью Кинич-Пополь-Холя.